# Fosso bergamasco
Le Fosso bergamasco est un canal artificiel situé dans la plaine bergamasque, au sud de la province de Bergame en Italie du nord.

## Histoire

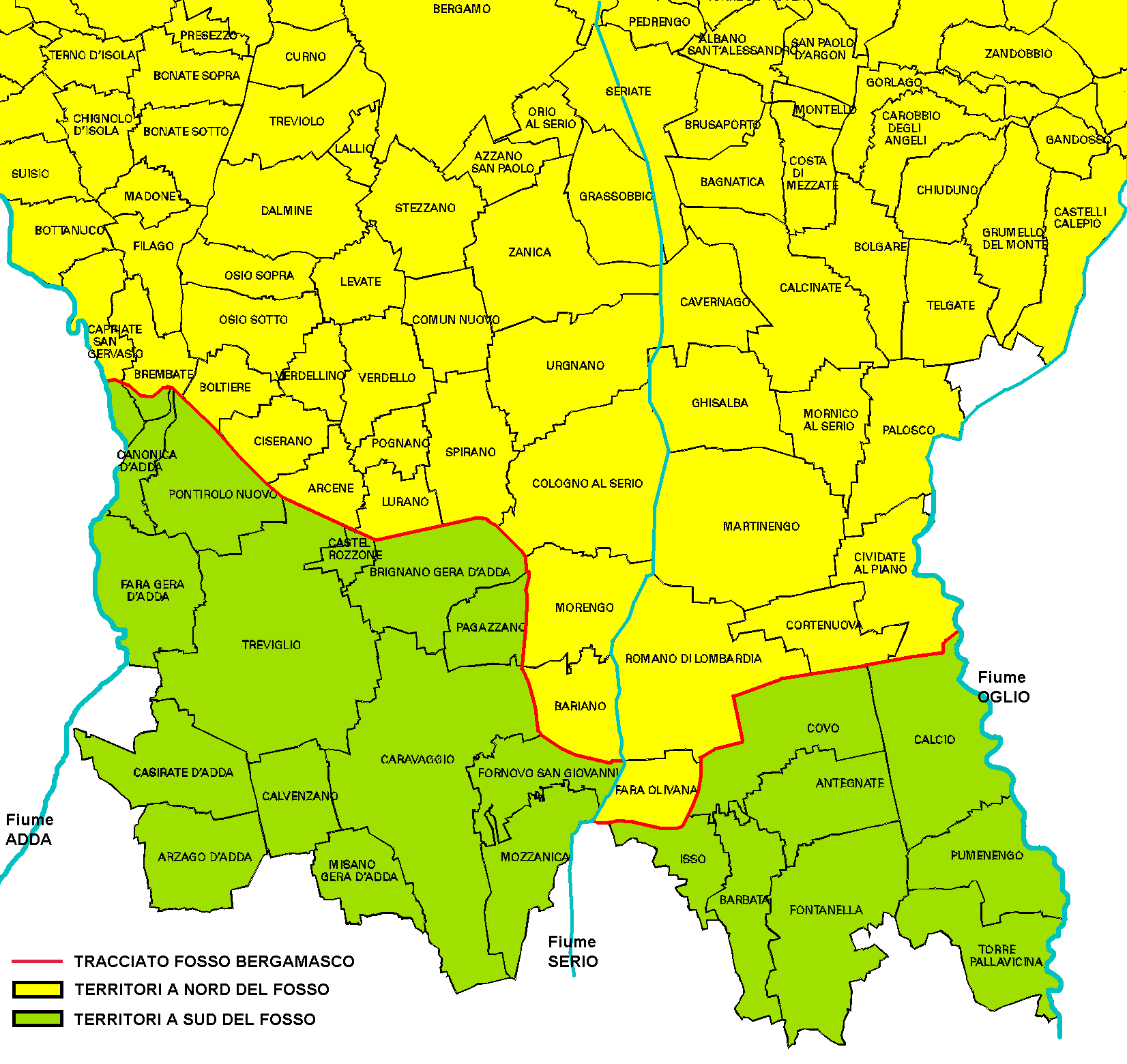
Tracé du Fosso bergmasco

Les premiers documents qui en attestent l’existence remontent autour de l’année 1285, quand le fossatum Pergami vient à être mentionné dans certains actes qui font référence au pays de Mozzanica.
On relève que le fossé fut creusé entre la fin du XIII et le début de XIVe siècle, en utilisant une partie du tracé de canaux et sources déjà existant dans la zone, certaines remontant même à l’époque romaine.
La date conventionnelle du début des travaux est le 9 mars 1267, quand est signée une trêve entre les provinces de Crémone et de Bergame, à la suite de la guerre qui avait opposé les cités lombardes alliées avec la famille guelfe des Della Torre (ou Torriani), avec celles qui participaient pour les gibelins, commandées par Buoso da Duera, seigneur de Crémone et de Soncino. 
L'importance du fossé est dû au fait qu’au cours des siècles il servit de frontière entre les diverses dominations du temps, en faisant ainsi une zone au centre des querelles et batailles du Moyen Âge et dans les époques suivantes. 
Cité dans un document remontant à la seconde moitié de XIVe siècle du nom de Fossatum Bergamaschum, qui est utilisé par la république de Venise à partir de 1427 pour définir les limites occidentales de son Stato di terra (État des terres), confinant avec les territoires du duché de Milan.
Après quelques parenthèses qui avaient vu de brefs passages de propriété aux Français et aux Espagnols, la très Sérénissime pressée de vérifier que le tracé du fossé, et avec lui ses confins, ne fussent pas modifiés, en décidant la pose de quelques bornes qui serviraient de repère pour les limites territoriales.
Le long du parcours, des petits campements militaires furent en outre installés afin de patrouiller sur la frontière, mais même utiles comme dépôt de produits alimentaires et sanitaires : les principaux se trouvaient près de la cascina Mottella  (ferme Motella) en territoire de Cividate, presque à la confluence avec le fleuve Oglio, dans les champs entre Romain de Lombardie et Covo, entre Caravaggio et Bariano, entre Cologno et Brignano, entre Arcene et Ciserano et finalement entre Canonica d'Adda et Boltiere.
Vers la fin de ce siècle il fut en outre décidé que même la juridiction religieuse suivait les frontières administratives, en faisant donc coïncider les frontières du diocèse avec ceux de la province.
En 1797, la chute de la république de Venise, causée par l'arrivée des français qui instaurèrent la République cisalpine, portèrent cette zone de plaine à être comprise en territoires plus vastes, en faisant perdre au Fossé bergamasque les fonctions de frontière d'État
Quelques années plus tard (1805) même la province de Bergame fut agrandie en incluant des territoires situés au sud du fossé, qui resta utilisé seulement comme délimitation des frontières des diocèses, toujours en vigueur, entre le diocèse de Crémone et de Bergame.

## Le tracé

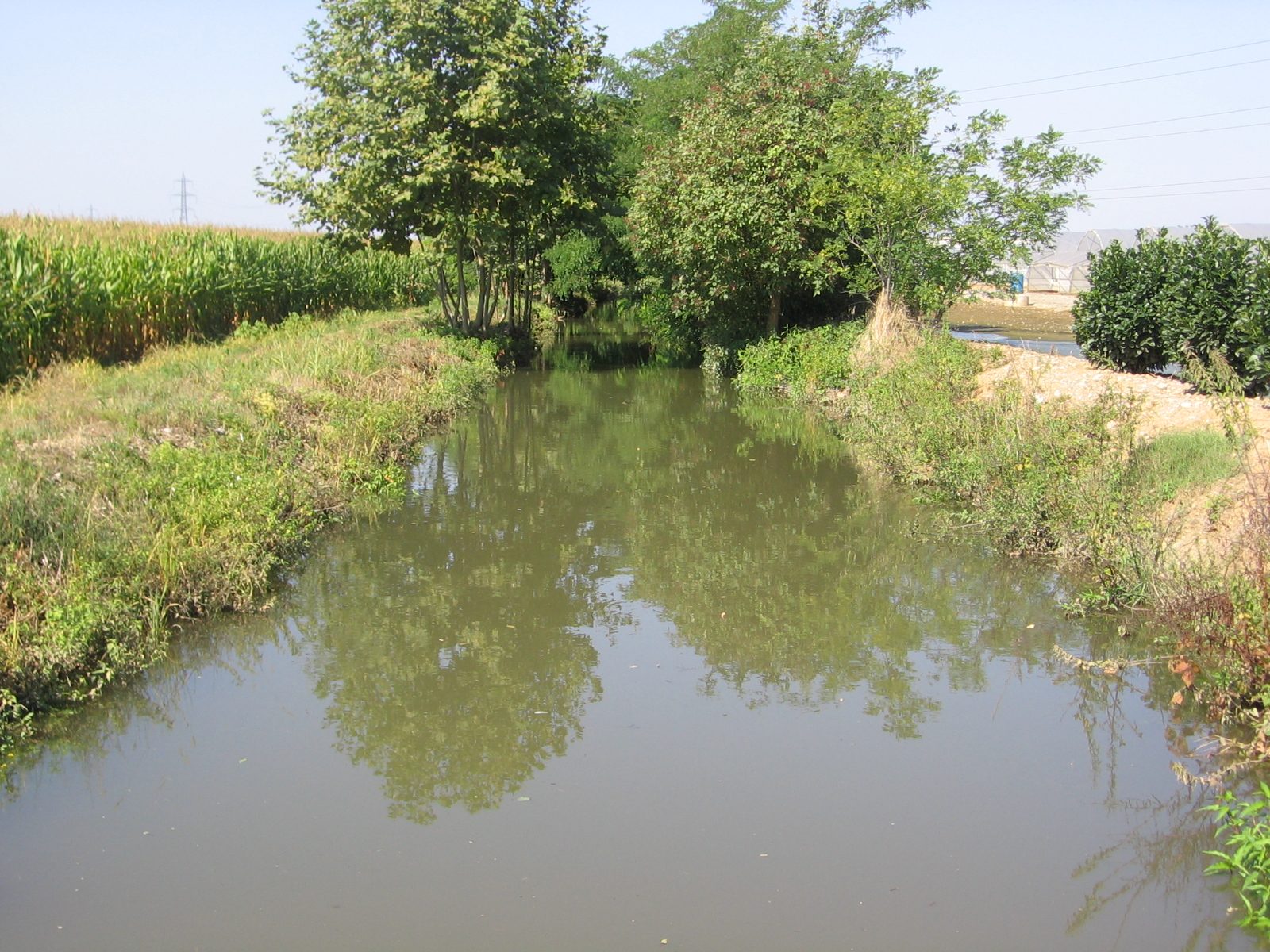
Fosso bergamasco à Brignano Gera d'Adda

Le tracé du « fosso bergamasco », long d’environ 35 kilomètres et large en moyenne de "trois pas vénitiens"  (environ cinq mètres), se développait d'ouest en s'éloignant de la gauche de la rivière Adda, affluent du Pô, (frontière naturelle entre la province bergamasque et celle de Milan), dans une localité au sud des centres habités des pays de Capriate San Gervasio et Brembate, dans l'extrémité méridionale du territoire dénommé Isola bergamasca.
Avec une marche longitudinale, après quelques kilomètres coupait la rivière Brembo, pour reprendre ensuite son cours en direction sud-est, en passant au sud des pays de Boltiere, Ciserano, Arcene et Lurano.
Le tracé, en proximité de la localité Liteggio (fraction de Cologno al Serio), tournait brusquement vers le sud, en délimitant la frontière entre les communes de Pagazzano et Morengo, pour confluer ensuite dans le fleuve Serio après le centre habité de Bariano, au nord de Fornovo San Giovanni.
Il reprenait donc quelques kilomètres plus à sud, en s'éloignant de la gauche du Serio après le centre habité de Fara Olivana.
Après avoir délimité le territoire communal de Romano di Lombardia, il se dirige vers le nord-est, en passant au nord de Covo et Calcio, puis se jeter dans le fleuve Oglio, utilisé comme frontière naturelle entre la province orobica (Bergame) et cette de Brescia, près de la ferme Motta (cascina Motte).

## Le fosso bergamasco aujourd’hui
Ces derniers temps, le parcours du fosso bergamasco a été à centre de quelques interventions de réévaluation historique et ambiantale, façon d’en conserver le tracé et à la préserver de la négligence. En effet quelques tronçons, après avoir été asséchés, furent abandonnés à leur destin.
Actuellement le cours est bien visible dans les premiers tronçons à l’ouest, entre Brembate et Boltiere, alors qu'à partir d'Arcene il est distinguable seulement grâce à l’existence de toponyme se réfèrent à lui. Souvent en effet le cours est coupé de nombreux autres canaux d’irrigation, à en rendre ainsi difficile la reconnaissance, souvent détectable qu’avec des cartes topographiques ou grâce à la présence de bornes posées par la Sérénissime (comme entre Bariano et Caravaggio). Près de Cologno par contre le lit est beaucoup plus prononcé et, même grâce à de récentes interventions des communes, facilement reconnaissable.
L'importance historique du fosso (fossé) est en outre témoignée de sa présence dans quelques façons de dire souvent utilisées dans la plaine bergamasque : la phrase « Saltà ol foss » (sauter le fossé) en dialecte bergamasque en effet indiquait un transfert dans autres entités administratives ou politiques, et même un changement de vie radical.
En outre le nom est utilisé même d'un circuit composé de plusieurs compétitions de course champêtres qui se déroulent dans la province bergamasque.